# WWE Worlds Collide (2022)
Worlds Collide 2022 war eine Wrestling-Veranstaltung der WWE, die als Pay-per-View auf dem WWE Network und dem Streaming-Portal Peacock ausgestrahlt wurde. Sie fand am 4. September 2022 im WWE Performance Center in Orlando, Florida, Vereinigte Staaten statt.

## Hintergrund
Im Vorfeld der Veranstaltung wurden fünf Matches angesetzt. Diese resultierten aus den Storylines, die in den Wochen vor dem Pay-Per-View bei NXT, den wöchentlichen Shows der WWE gezeigt wurden.

## Ergebnisse
| Matchart |                                           |      | | Zeit  |
| --- | ----------------------------------------- | ---- | --- | ----- |
| Singles-Match um die NXT North American Championship                                                        | Carmelo Hayes (C)                         | bes. | Ricochet | 15:57 |
| Fatal-Four-Way-Elimination-Tag-Team-Match um die NXT Tag Team Championship und NXT UK Tag Team Championship | Pretty Deadly Elton Prince und Kit Wilson | bes. | The Creed Brothers Brutus Creed und Julius Creed (C), Brooks Jensen und Josh Briggs (C) sowie Gallus Mark Coffey und Wolfgang | 15:04 |
| Triple-Threat-Match um die NXT Women’s Championship und NXT UK Women’s Championship                         | Mandy Rose (C)                            | bes. | Meiko Satomura (C) und Blair Davenport                                                                                        | 13:18 |
| Tag-Team-Match um die NXT Women’s Tag Team Championship                                                     | Katana Chance und Kayden Carter (C)       | bes. | Doudrop und Nikki A.S.H. | 10:17 |
| Singles-Match um die NXT Championship und NXT UK Championship                                               | Bron Breakker (C)                         | bes. | Tyler Bate (C) | 17:12 |

| Funktion      | Name              |
| ------------- | ----------------- |
| Kommentatoren | Wade Barrett      |
| Kommentatoren | Vic Joseph        |
| Pre-Show      | McKenzie Mitchell |
| Pre-Show      | Sam Roberts       |